# Muhammad Wali Akik
Muhammad Wali Akik (ar. محمد والي أكيك; ur. w 1950 w Al-Ujunie) – saharyjski polityk, premier Saharyjskiej Arabskiej Republiki Demokratycznej od 4 lutego 2018 do 13 stycznia 2020. 